# Tapeinosperma wagapense
Tapeinosperma wagapense är en viveväxtart som beskrevs av Carl Christian Mez. Tapeinosperma wagapense ingår i släktet Tapeinosperma och familjen viveväxter. Inga underarter finns listade i Catalogue of Life.